# Tolhuis (Amsterdam)

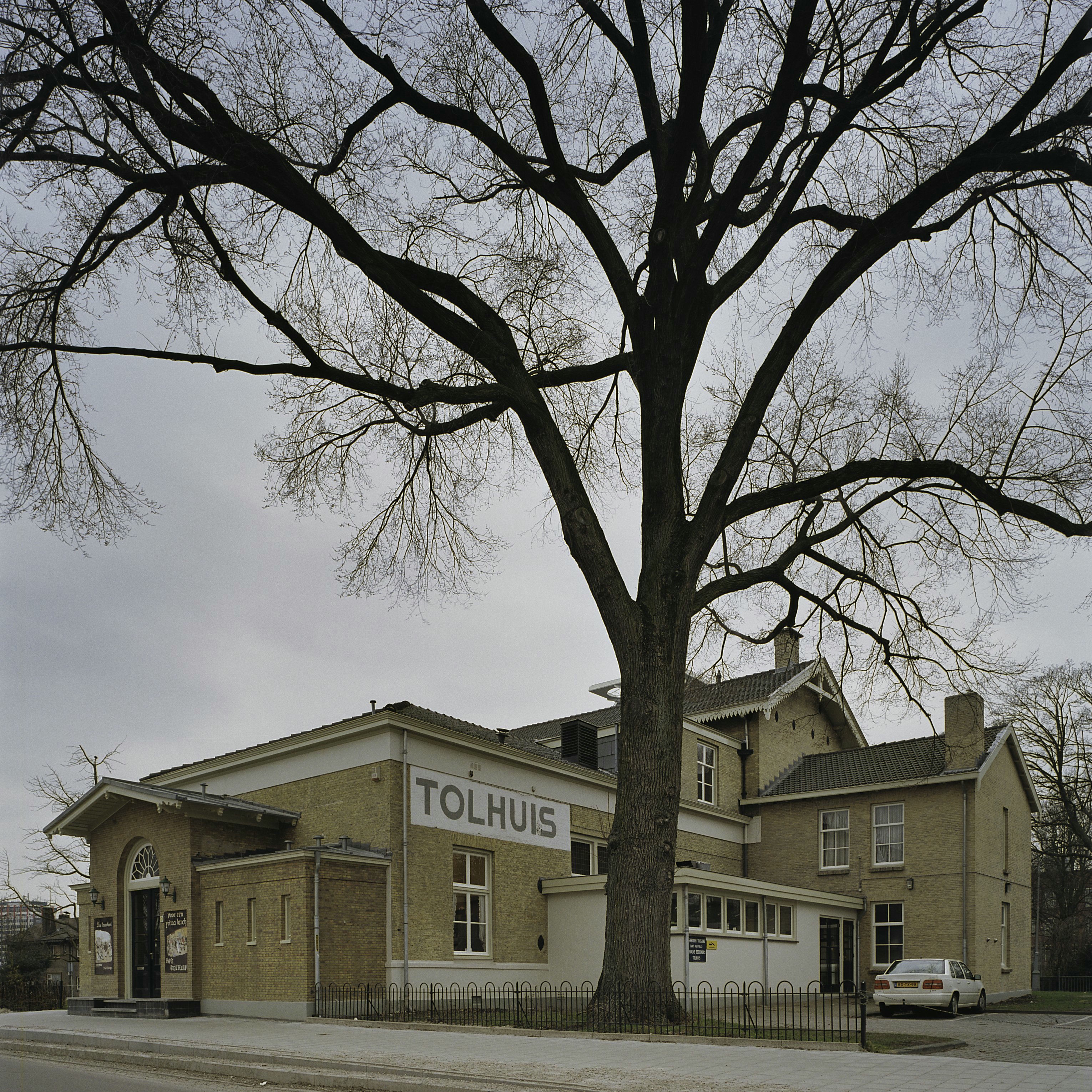
Het Tolhuis met restaurant, voorgevel met ingangsportaal en rechter zijgevel, gezien vanaf de weg; juni 2005.

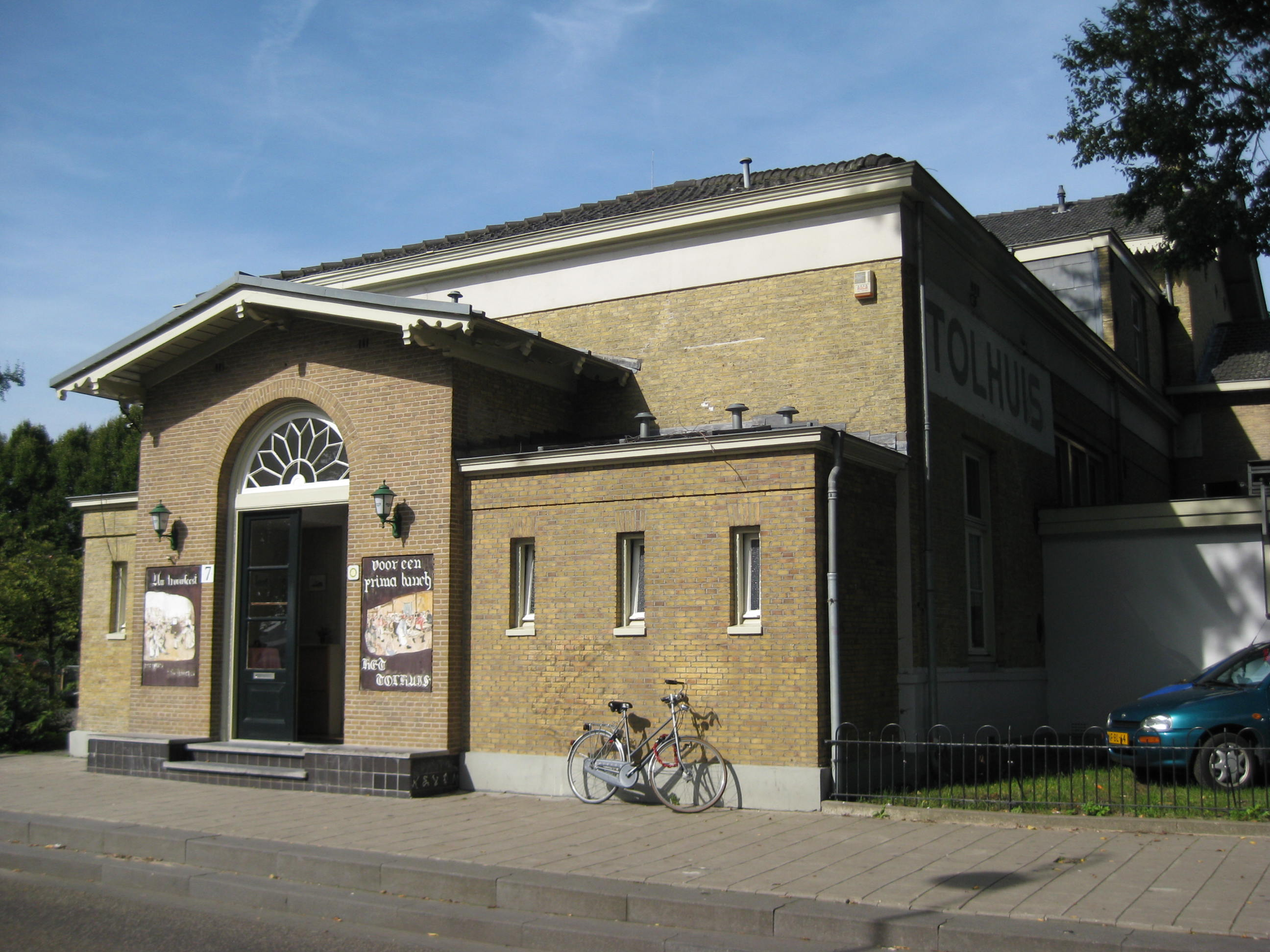
Het Tolhuis; juni 2005.

Het Tolhuis in Amsterdam-Noord staat aan de Buiksloterweg 7 bij het Buiksloterwegveer, tegenwoordig ook wel 'Tolhuispont' genoemd. Het Buiksloterveer werd al in 1308 genoemd, dus kort na het ontstaan van Amsterdam. Waarschijnlijk bestond het al eerder. In 1556 werd het veer door de stad gekocht, maar verpachtte het weer, waardoor men eisen kon stellen. Aanvankelijk voer het veer door naar Buiksloot. In 1660 werd het veer verlegd naar de Volewijck, dat inmiddels tot Amsterdam behoorde, waar een commissarishuisje en een herberg, het eerste Tolhuis gebouwd werden. In 1770 werd er een theekoepel bijgebouwd.
In 1660 werd even ten oosten van het Galgenveld begonnen met het graven van de Buikslotertrekvaart, vanaf het IJ noordwaarts door de Volewijck heen naar Buiksloot, Broek in Waterland, Monnickendam, Edam en Hoorn. Deze vaart was de voorloper van het huidige Noordhollandsch Kanaal (Amsterdam – Den Helder). Het onderhoud van de trekvaart zou worden bekostigd door het heffen van tolgelden.
Sinds de opening van het Noordhollandsch Kanaal in 1824 heft de gemeente tol aan dit kanaal. Toen in 1842 de stoompont ging varen, nam het aantal bezoekers flink toe en werd het Tolhuis tot het begin van de 20e eeuw een plek waar Amsterdammers graag hun vrije tijd doorbrachten. Het Tolhuis veranderde in de loop der tijd: van tolgaarderswoning tot horecagelegenheid en 'buurthuis'.

## Huidige gebouw
Halverwege de 19e eeuw voldeed het complex echter niet meer en moest er een nieuw gebouw komen. In 1859 werd het nu nog bestaande Tolhuis gebouwd, naar ontwerp van assistent-stadsarchitect Willem Springer. Er werd ook een grote tuin bij aangelegd, door stadsingenieur Petrus van der Ster. Die tuin zou zeer bijdragen tot het succes van het Tolhuis. Dit werd een zeer welkom uitje voor de Amsterdammers, die pas enkele jaren later, in 1865, in het Vondelpark terechtkonden. Rond 1870 begon een nieuwe traditie: openluchtconcerten in de Tolhuistuin.
Voor de Eerste Nederlandse Tentoonstelling op Scheepvaartgebied (ENTOS) werden in 1913 een paar bijgebouwtjes van het Tolhuis uit 1859 gesloopt, maar er kwam ook een mooie attractie bij: het IJ-paviljoen, met een terras aan het water, vlak ten westen van de aanlegsteiger van de pont, deels ontworpen door Pieter Lodewijk Kramer.
In 1930 werd het failliete IJ-paviljoen in gebruik genomen als kantine van Bataafse Petroleum Maatschappij (later Shell). Acht jaar later kocht het bedrijf de hele Tolhuistuin van de gemeente Amsterdam. Het Tolhuis hield niet meer over dan een bescheiden terras aan de Buiksloterweg.
Het IJ-paviljoen werd in 1977 vervangen door het futuristische nieuwe bedrijfsrestaurant van de Shell naar ontwerp van Arthur Staal. Het naastgelegen IJ-paviljoen werd toen gesloopt. Aansluitend werd het overgebleven deel van de Tolhuistuin opgeknapt en de parkachtige stijl hersteld. De grote iep – die even oud was als het Tolhuis van 1859 – mocht blijven staan.
Los daarvan werd ook het Tolhuis zelf uitgebreid: architect Theo Bosch bouwde in 1989 in opdracht van stadsdeel Noord een trouwzaal aan de tuinzijde, zodat het Tolhuis vanaf de straat zijn aanzien behield. Sinds 1998 is het Tolhuis een rijksmonument.
Tegenwoordig wordt er geen tol meer geheven maar heeft het Tolhuis nog steeds een functie als horecagelegenheid ten noorden van het IJ.